# Perín

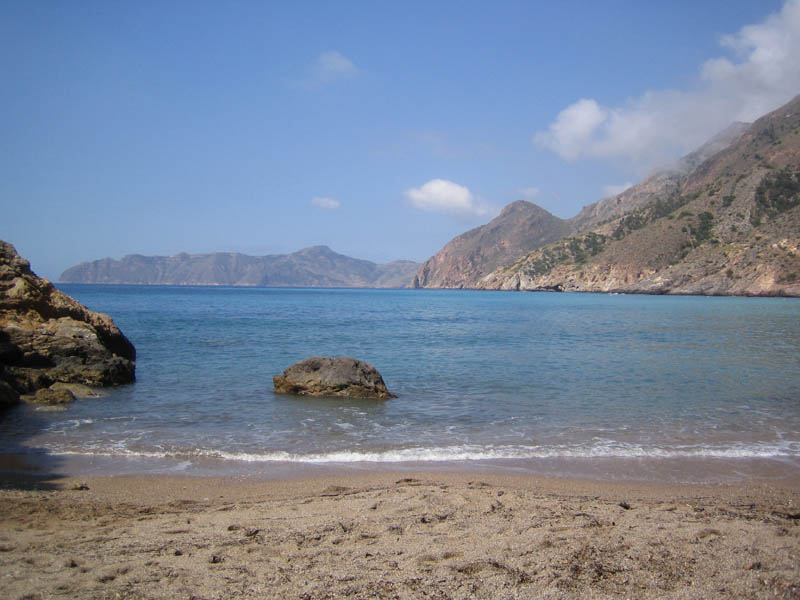
Playa de La Losa, en El Portús.

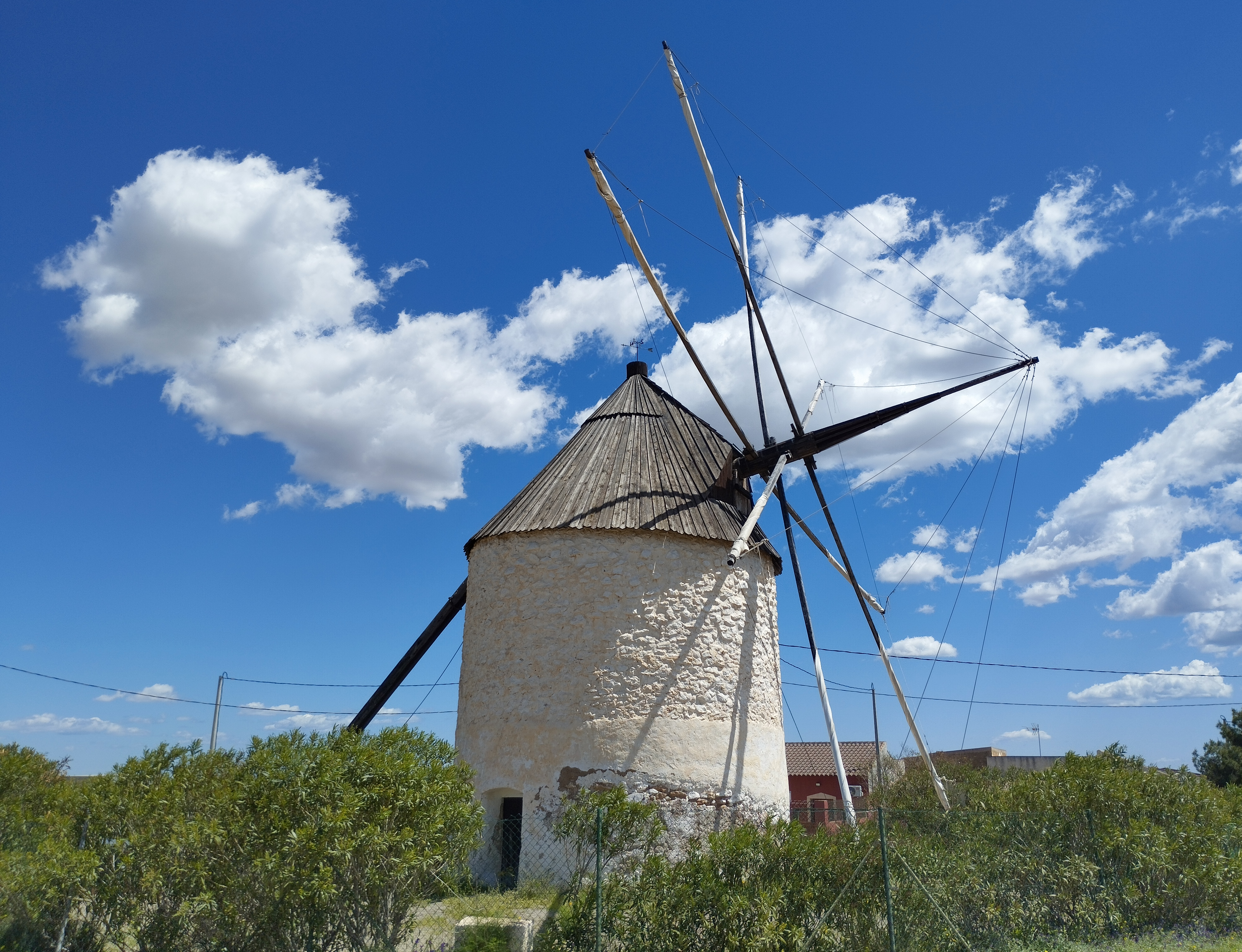
El molino viejo de Zabala.

Perín es una localidad y  diputación del municipio de Cartagena de la comunidad autónoma de Murcia en España. Se encuentra a 13 km del núcleo urbano y limita al norte con La Magdalena, al sur con el mar Mediterráneo, al oeste con Los Puertos de Santa Bárbara y al este con Canteras.

## Distrito Cartagena Oeste
Canteras pertenece al Distrito 1 o Distrito Cartagena Oeste, que también comprende las diputaciones de: 
- Canteras
- Los Puertos
- Perín
- La Magdalena
- Campo Nubla

## Demografía
El padrón municipal de 2013 asigna a la diputación 1.792 habitantes (533 extranjeros), repartidos en los siguientes núcleos de población: Campillo de Adentro (68), Cuesta Blanca de Arriba (164), El Portús (114), Galifa (304), La Azohía (523), La Corona (251), Las Flores (101), Peñas Blancas (68) y Perín (199).

## Datos básicos
La diputación es una de las de mayor extensión de las veintitrés que forman el término municipal de Cartagena, incluyendo el distrito urbano. En ella se encuentra la mayor parte del espacio natural protegido de la Sierra de la Muela, Cabo Tiñoso y Roldán.
A principios del siglo XVI ya se encuentra este topónimo en nuestros campos, aunque no podamos precisar su origen cierto, procedente quizá de familias que iniciaron el poblamiento. Otros topónimos de esta diputación tienen procedencia árabe, como Galifa que constituye una variante de Jalifa o Califa; el cerro de Atalayón, del árabe talaíaá, como avanzada o centinela en el macizo de Cabo Tiñoso; y La Azohía, de as-sahia o az-zahía, cuyo significado es el agua batiente. 

## Fiestas patronales
Esta diputación es muy conocida en Cartagena por las particularidades de sus fiestas patronales, sus fiestas quedan protagonizadas, uno de los días, por la conocida como Subida del Burro, en este caso no auténtico. La tradición está basada en una leyenda que cuenta que, al terminar la iglesia de la población, hubo interés por parte de los vecinos en eliminar unas malas hierbas que crecían en el campanario, teniendo entonces la ocurrencia de subir a un burro hasta ellas para que se las comiera. Se trata de un relato popular bastante universalizado, hasta el punto que se ha documentado incluso en algún pueblo de Alemania. 
Pero además de esta "subida del burro", los habitantes de Perín, durante quince días, hacen todo tipo de celebraciones colectivas, dedicando días a la diversión de todos los vecinos, niños, mayores y jóvenes. Después del primer día en el que se hace lectura del pregón y se celebra un baile con una tómbola, a lo largo de una semana se celebran campeonatos de juegos tradicionales como el parchís, el dominó o las porras, así como partidos de fútbol y tiradas de caliche. 
Durante la segunda semana de fiestas los protagonistas son los niños, ya que se organizan juegos y concursos infantiles, además de un baile de espuma y otro de disfraces. Buena parte de las noches de fiesta están amenizadas con bailes, verbenas o grupos pop. La Asociación de Mujeres Albaida participa organizando un concurso gastronómico en el que se dan premios al primer y segundo plato y al postre, intentando que la cocina preparada sea tradicional. El mismo día de la izada del burro se organiza un desfile de carrozas tras el que se convida a todos los vecinos a una merienda y a los niños a disfrutar de golosinas sin límite. El 15 de agosto se celebra el día de la patrona, la Virgen de la Piedad, con una misa con una ofrenda floral y posterior procesión de los vecinos con la patrona a través de las calles principales de la localidad.

## Geografía
En el norte del pueblo de Perín comienza en dirección noreste-suroeste una alineación formada por un conjunto de cabezos llamada Lomas de las Carrascas. En esta alineación se encuentra el macizo de las Peñas Blancas, la elevación más alta del municipio de Cartagena con una altura de 629 metros. Entre su fauna destacan el águila real, el búho real y el halcón peregrino, todas ellas aves protegidas, así como chovas y grajillas. La Rambla de El Cañar se ubica bajo la pared de Peñas Blancas.
Otra formación con relieves de este distrito es la Sierra de la Muela. Debido a que esta diputación limita al sur con el mar, hay en estas relieves como el Cabo Tiñoso. Está también un relieve conocido en el municipio cartagenero que es La Muela y tiene una altura de 540 metros.

## Historia
Se tiene constancia de presencia humana en esta diputación desde el Paleolítico Inferior. Se han hallado de esta época restos humanos en la cueva Bermeja. En esta cueva también hay restos del Paleolítico Superior.
También está constado que a mediados del siglo XV había presencia de almadrabas simplifacadas llamadas tunairas La Azohía. Está datado el funcionamiento de esta en el siglo siguiente y está registrado su arrendamiento en el año 1589.
En el año 1559 hay un documento referente a esta diputación sobre las roturaciones en el Campillo de La Azohía, 14 años más tarde sobre las roturaciones de Perín y en 1598 sobre las de la Fuente del cáñamo. 
En el contexto de la situación bélica de España y Turquía y de la corsaría a mediados del Isiglo XV había torres de defensa y de artillería instaladas en La Azohía como la de Santa Elena del año 1578.Otras construcciones de este siglo, pero no bélicas sino religiosas son la ermita de la Virgen del Buen Suceso que está datada desde 1680. 
La primera referencia hallada sobre la población está en el repartimiento de 1683. En este figuran 92 núcleos entre los cuales están Pericones con 8 habitantes, Puerto del Judío con 52, Puerto Viejo que albergaba 85, Perín en el que vivían 99 personas, Horno Ciego y Conquesa con 14 habitantes y Galifa donde vivían 23. 
En un registro del año 1771 figuran en esta diputación 288 habitantes y 240 vecinos. 
En el año 1774 estaban consolidadas 17 diputaciones cartageneras, entre ellas esta. Pero Perín no tiene reconocimiento oficial hasta 1785.
En el siglo XIX se construyó la Finca del Inglés próxima al poblado de Perín. También, en el año 1879, la ermita de Nuestra Señora en Galifa.
Hay también registro de población del año 1920. En este aparecen 2779 habitantes de derecho y 2732 de hecho. Diez años más tarde el ayuntamiento hace un censo en el que constan 3878 habitantes de hecho y 3888 de hecho. 
En el año 1924 se construyó la ermita avocada a la Virgen del Carmen próxima a El Portús. Esta fue restaurada en el año 1991. Seis años más tarde se construye la Batería de Castillitos situadas en el cerro con el mismo nombre. Otra construcción de este mismo consistío en fortificar y crear un muelle en La Azohía. 
En el año 1931 tuvo lugar la construcción de la Batería de Jorel. Esta está situada en Cabo Tiñoso. Otra construcción militar fue la de la Batería de Atalayón que se encuentra también en Cabo Tiñoso. 
El Padrón municipal de 1996 tiene registrados 906 habitantes: 454 hombres y 452 mujeres. Estos estaban repartidos en La Azohía con 42 habitantes, La Chapineta donde vivían 62, la Urbanización de San Ginés que albergaba 19, Campillo de Adentro con 16, La Corona con 89, Cuesta Blanca de Arriba donde habitaban 146, Las Flores donde residían 82, Galifa con 196, Peñas Blancas con 43, Perín con 201 y el Portús con 10. 